# Bittacus nebulosus
Bittacus nebulosus is een schorpioenvlieg uit de familie van de hangvliegen (Bittacidae). De wetenschappelijke naam van de soort is voor het eerst geldig gepubliceerd door Klug in 1838.
De soort komt voor in Mozambique en Zuid-Afrika.